# Lukáš Štetina
Lukáš Štetina (ur. 28 lipca 1991 w Nitrze) – słowacki piłkarz występujący na pozycji obrońcy.

## Kariera piłkarska

### Kariera klubowa
Wychowanek FC Nitra, w którym latem 2009 rozpoczął karierę piłkarską. W marcu 2011 podpisał kontrakt z ukraińskim Metalistem Charków. Nie potrafił przebić się do podstawowego składu i podczas przerwy zimowej sezonu 2011/12 powrócił do ojczyzny, gdzie został wypożyczony do Tatrana Preszów. Latem 2012 ponownie został wypożyczony, tym razem, do czeskiej Dukla Praga. W lipcu 2013 Dukla wykupiła transfer piłkarza.

### Kariera reprezentacyjna
Od 2008 występował najpierw w juniorskich reprezentacjach U-17 i U-19, a potem w młodzieżowej reprezentacji Słowacji.